# 안드레아스 베커
안드레아스 베커(독일어: Andreas Wecker, 1970년 1월 2일~)는 독일의 체조 선수로 올림픽에서 금메달 1개, 은메달 2개, 동메달 2개를 획득했다.

## 경력
작센안할트주 슈타스푸르트 출신으로 동독 청소년 대표 선수를 거쳐 1988년에 동독 성인 국가대표로 발탁되었다. 같은 해 9월 대한민국 서울에서 열린 1988년 하계 올림픽에 단체전 은메달을 획득했다. 1989년에 슈투트가르트에서 열린 1989년 세계 선수권 대회에서 은메달 3개, 동메달 1개를 획득했고 그 해에 동독 역사상 마지막으로 올해의 동독 스포츠인으로 선정되었다.
통일 후에는 독일 국가대표 선수로 활동했으며, 1996년에 미국 애틀랜타에서 열린 1996년 하계 올림픽 철봉 종목에서 크라시미르 두네프, 비탈리 셰르보, 판빈, 알렉세이 네모프 같은 최고 선수들을 꺾으며 금메달을 획득했다.
2000년 하계 올림픽에서 단체전 10위를 기록했고 그 해에 은퇴했다. 은퇴 후에는 체조 공연 전문 회사를 설립했으며, 이혼 및 자녀 양육비 분쟁과 자살 시도 등 개인적인 문제로 언론에 이름을 올리기도 했다. 2008년에는 미국으로 건너가 식물성 종자유를 생산하는 회사를 운영했다.